# Forum
Forum i juridisk mening används synonymt med domstol eller annan instans där ett mål eller ärende skall avgöras. 
Ofta används forum i sammansatta uttryck.
Vilken domstol som är rätt forum avgörs genom forumregler, vilka i den svenska lagen återfinns i 10 kap rättegångsbalken.
Huvudregeln är att svaranden alltid kan sökas där han har sitt hemvist.
I civilrättsliga mål är forumreglerna normalt dispositiva, det vill säga att parterna kan avtala om vilket forum som skall gälla i händelse av tvist. Den som inte har känt hemvist kan sökas där honom tillhörig egendom finns.

## Etymologi
Från mitten av 1500-talet, plats för sammankomst i antikens Rom, från latinets forum marknadsplats, öppen yta, allmän plats, uppenbart besläktad med foris, foras, utomhus, utanför. Exakta innebörden samlingsplats för offentlig diskussion, är dokumenterat från 1680-talet.

## Internationella mål
I mål med internationell anknytning gäller den så kallade Bryssel I förordningen dvs Rådets förordning (EG) nr 44/2001 av den 22 december 2000 om domstols behörighet och om erkännande och verkställighet av domar på privaträttens område. Huvudregeln enligt Bryssel I är att talan ska väckas vid svarandens forum.
Enligt Insolvensförordningen ska ett insolvensförfarande inledas på platsen i en stat där gäldenären har sina huvudsakliga intressen. I Sverige är det där en person är folkbokförd eller om det gäller en juridisk person där denna har sitt säte.

## Prorogationsavtal och skiljeförfarande
Parter kan genom så kallat prorogationsavtal välja annan domstol än vad lagen angivit.
Parter kan också välja bort domstol och istället avtala om att tvist ska avgöras av skiljenämnd enligt lagen (1999:116) om skiljeförfarande.

## Om domännamnstvister
Enligt .SE:s villkor ska tvist väckas vid Stockholms tingsrätt.
Detta innebär att domännamnsinnehavaren måste följa avtalat villkor medan part som vill stämma in en domäninnehavare alltid kan välja svarandens hemvistforum enligt 10 kap 1 § RB.
En intressant olöst fråga om denna talan kan väckas vid Stockholms tingsrätt under påstående att domännamnsinnehavaren enligt .SEvillkoret accepterat detta.

## Om forum i sammansatta uttryck
Exempel på olika juridiska fora där forum ingår för att beteckna en viss typ av domstol.
- Forum non conveniens kännetecknar i anglosaxisk rätt en domstol som väljs bort eller som själv avgör att den inte lämpligen ska handlägga ett mål eller ärende.
- Forum solutionis contractus är domstolen på den ort där avtal ingåtts.
- Forum concursus är konkursdomtolen. I allmänhet är det den domstol där gäldenären är bosatt (har sitt hemvist). För juridiska personer är det där denna har sitt säte eller sitt kontor eller sitt center of its main interest, COMI.[8]